# Edward Petherick

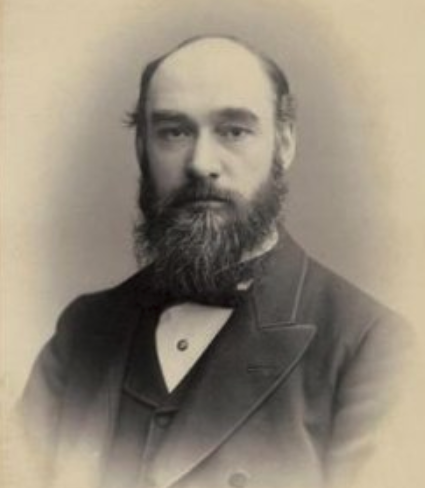
Edward Petherick

Edward Augustus Petherick (ur. 6 marca 1847 w Burnham-on-Sea, Somerset w Anglii, zm. 17 września 1917 w Melbourne w Australii) – brytyjsko-australijski księgarz i wydawca, archiwista, bibliograf i bibliofil. Jego zbiory stały się podstawą australijskiej sekcji ówczesnej Biblioteki Narodowej Commonwealthu (obecnie Biblioteka Narodowa Australii).
Urodził się w Anglii jako najstarsze z dziewięciorga dzieci Petera Johna Pethericka, właściciela księgarni oraz składu materiałów piśmiennych i jego żony Anny z domu Press. Gdy miał 5 lat wraz z rodziną wyjechał do Australii. Przypłynęli do Melbourne w marcu 1853 roku z 400 książkami przeznaczonymi na sprzedaż. W wieku 5 lat Edward potrafił już czytać i oprócz pracy dla ojca do 1860 r. uczęszczał do szkoły Alfreda Bruntona w Fitzroy w niepełnym wymiarze godzin. 
Od sierpnia 1862 r. pracował u księgarza George'a Robertsona, który był pod wrażeniem dużej wiedzy Edwarda na temat książek i jego entuzjastycznego podejścia do obowiązków. W wolnych chwilach Edward pełnił funkcję sekretarza szkółki niedzielnej w Oxford Street Congregational Church w Collingwood, a także w Penny Savings Bank i Young Men's Society. W 1870 r. młody Petherick został wysłany przez Robertsona do Londynu w celu reorganizacji europejskiego oddziału firmy. Wkrótce przekształcił oddział i pozostał jego kierownikiem do 1877 r., kiedy to możliwość przejścia na emeryturę Robertsona wezwała go do powrotu do Australii. Kiedy jednak Robertson postanowił kontynuować pracę jako szef firmy, Petherick wrócił do biura w Londynie.
Następne lata były prawdopodobnie najbardziej owocne i satysfakcjonujące dla Pethericka. Już w 1865 r. zaczął on zbierać tytuły do katalogu lub bibliografii Australii i Oceanii, ale zawiesił te prace w 1870 r. po wyjeździe do Londynu. Teraz, dzięki dobrze zorganizowanej firmie, mógł powrócić do swoich zainteresowań. Dzięki kontaktom w branży książkowej zaczął też wkrótce gromadzić własną bibliotekę poświęconą temu regionowi. W 1882 roku zdobył po raz pierwszy uznanie jako bibliograf, publikując pierwszy katalog York Geographic and Colonial Library. Sukces ten skłonił właściciela biblioteki, Williama Silvera, do powiększenia swojej kolekcji z pomocą Pethericka, któremu zlecił przygotowanie drugiego wydania katalogu. Zostało ono opublikowane w 1886 r. przez Johna Murraya z podtytułem „Indeks do literatury z geografii, odkryć morskich i śródlądowych, handlu i kolonizacji” (ang. An index to the Literature of Geography, Maritime and Inland Discovery, Commerce and Colonisation).  Kiedy Silver zmarł w 1905 roku, Petherick zorganizował zakup Biblioteki York Gate przez południowoaustralijski oddział Royal Geographic Society of Australasia.
Dzięki niestrudzonemu umysłowi, niewyczerpanej energii i swobodzie wynikającej z niezałożenia rodziny Petherick zaangażował się w działalność wielu stowarzyszeń i organizacji korporacyjnych, od Royal Geographic Society, Hakluyt Society i Linnean Society aż po Royal Colonial Institute i Library Association, stając się ich członkiem dożywotnim. Pisał także liczne artykuły, recenzje i drobniejsze notatki, z których wiele nigdy nie zostało opublikowanych.
Petherick mieszkał w tym czasie w południowym Londynie na Brixton Hill, w domu zwanym „Yarra Yarra”. Częstym gościem w jego bibliotece był australijski histroryk George William Rusden, który m.in. tu pracował przez wiele tygodni nad swymi książkami „History of Australia” i „History of New Zealand”.
Kiedy Robertson przeszedł w Australii na emeryturę, Petherick założył w 1887 r. firmę Colonial Booksellers' Agency z kapitałem 800 funtów, z oddziałami w Sydney, Melbourne i Adelaide. Do 1894 roku uzyskała ona ogromny wpływ na rynek książki w Australii. Zaczął także publikować kwartalnik z zapisami bibliograficznymi (Colonial Book Circular and Bibliographical Record, później „The Torch”, tj. Pochodnia), a w 1889 r. rozpoczął edycję swojego „Zbioru ulubionych i zaaprobowanych autorów” (ang. Collection of Favourite and Approved Authors). 1 marca 1892 r. w Dorset poślubił wdowę Mary Agathę Skeats z domu Annear, a w następnym roku, w związku ze swoją działalnością handlową, odwiedził Australię.
W 1894 roku firma Pethericka zbankrutowała, a jej właściciel pozostał z zadłużeniem w wysokości około 50 000 funtów szterlingów. Zasoby książkowe firmy zostały sprzedane E. W. Cole'owi z Melbourne, a jego „Zbiór ulubionych i zaaprobowanych autorów” został przejęty przez dom wydawniczy George Bell & Sons. Dzięki pomocy rodziny i przyjaciół Petherickowi udało się jednak zachować swoją obszerną prywatną kolekcję „Australianów”.
Załamany niepowodzeniem biznesowym, w latach 1895–1908 pracował jako katalogista w firmie Francis Edwards & Co., gdzie opracował szereg znakomitych katalogów wydawnictw australijskich. W miarę możliwości kontynuował swą pasję kolekcjonerską i poświęcił wiele wysiłku, aby ukończyć „Bibliografię Australii i Polinezji” (ang. Bibliography of Australia and Polynesia); przygotował drukowany prospekt emisyjny w 1898 r., ale nie był w stanie zorganizować publikacji dzieła.
W 1894 r. Petherick zwrócił się do Edwarda Braddona (ówczesny premier Tasmanii) i Duncana Gilliesa (ówczesny agent-general stanu Wiktoria w Londynie) z propozycją przekazania swoich zbiorów Federacji Australijskiej w zamian za mianowanie go w nich bibliotekarzem za symboliczną pensję. Choć władze australijskie nigdy nie miały wątpliwości co do znaczenia kolekcji Pethericka, ten jednak w wieku blisko sześćdziesięciu lat był uważany za zbyt starego, aby mógł być zatrudniony przez australijską służbę publiczną. Sprawa zawisła w próżni na kilkanaście lat.  W końcu w 1908 roku Petherick i jego żona zabrali zbiory do Australii i tam podjęli negocjacje bezpośrednio z Parlamentem Federalnym. Ostatecznie 27 maja 1909 r. Komitet Biblioteczny zalecił przejęcie kolekcji „w zamian za roczną opłatę w wysokości 500 £ rocznie”, w ramach której ofiarodawca zobowiązałby się wykonywać zlecone mu przez Komitet prace. Przekazane zbiory liczyły ok. 10 tys. tomów druków zwartych, 232 pudła broszur i druków ulotnych, liczne rękopisy, mapy i ryciny. Dopiero jednak w 1911 r. Rząd Wspólnoty Narodów uchwalił tzw. „Petherick Collection Act”, umożliwiając Bibliotece Parlamentarnej Commonwealthu zatrudnienie Pethericka jako archiwisty.
Petherick nie cieszył się jednak uznaniem dyrektora biblioteki, Arthura Wadswortha, pod którego kierunkiem pracował. Ta dysharmonia została wzmocniona przez przekonanie Pethericka, że jego doświadczenie i wiedza jako najważniejszego autorytetu w zakresie publikacji poświęconych Australii, Nowej Zelandii i wyspom Oceanu Spokojnego zostały zignorowane. W tej sytuacji jego bibliografia tej części świata nie doczekała się publikacji, z wyjątkiem niektórych sekcji, które opublikowane zostały w „Victorian Historical Magazine” w 1911 i 1912 r. Jej 100 000 pozycji pozostało w rękopisach, dostępnych dziś do wglądu w Bibliotece Narodowej w Canberze. Przygnębiony śmiercią żony, która zmarła 10 maja 1915 roku, Petherick zmarł w Melbourne 17 września 1917 roku.
W 1916 r. Petherick został odznaczony Orderem św. Michała i św. Jerzego.
W kolekcji Pethericka, przekazanej do australijskiej Biblioteki Commonwealthu, został w 1979 r. odnaleziony jedyny znany egzemplarz pierwszego wydania (z 1659 r.) tzw. Atlasu Donckera.